# نمو لغوي

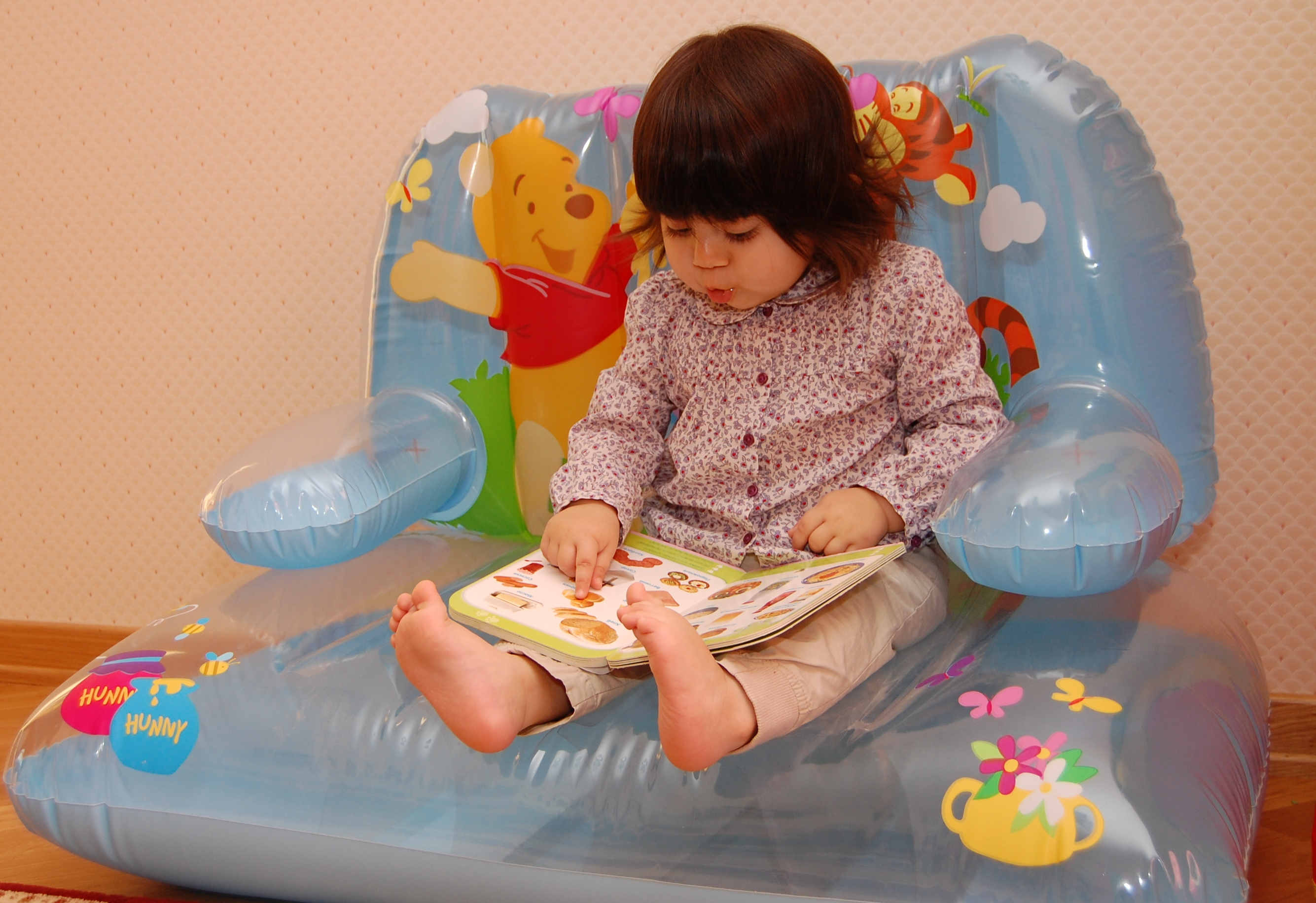

النمو اللغوي هو عملية يكتسب فيها الأشخاص الكلمات. تتحوّل المناغاة إلى كلام ذي معنى مع نمو الرضع ولفظ كلماتهم الأولى في العام الأول من عمرهم. في التعلّم المبكر للكلمات، يبني الأطفال مفرداتهم ببطء. وبعمر 18 شهرًا، يمكن للأطفال الرضع لفظ نحو 50 كلمة والبدء في تشكيل العبارات.
من أجل بناء مفرداتهم، يجب أن يعرف الأطفال المعاني التي تحملها الكلمات. تسأل معضلة التعيين كيف يتعلم الأطفال ربط الكلمات ربطًا صحيحًا للكلمات بمراجعها. اقتُرِحت نظريات المعوّقات، ووجهات النظر العامة للمجال، والبيانات الاجتماعية البراغماتية، ونموذج الدمج الانبثاقي لتُفسّر مسألة التعيين.
يستخدم الأطفال لغة للتواصل في سن مبكرة. يستخدم مقدمو الرعاية وغيرهم من أفراد الأسرة اللغة لتعليم الأطفال كيفية التصرّف في المجتمع. في تفاعلاتهم مع أقرانهم، تُتاح للأطفال الفرصة لمعرفة الأدوار التحاورية المتميّزة. من خلال الاتجاهات البراغماتية، يقدّم البالغون في كثير من الأحيان الدلائل للأطفال لفهم معاني الكلمات.
طوال سنوات الدراسة في المدرسة، يواصل الأطفال بناء مفرداتهم. يبدأ الأطفال في تعلم الكلمات المجرّدة على وجه الخصوص. بدءًا من سن 3-5، يتعلّم الطفل الكلمات من خلال كلّ من المحادثة والقراءة. غالبًا ما يتضمّن تعلّم الكلمات تعلّم السياق المادي، ويُبنى على المعرفة السابقة، ويحدث في السياق الاجتماعي، ويتضمّن التعزيز الدلالي. قد تلعب الحلقة الصوتية والذاكرة التسلسلية قصيرة المدى دورًا مهمًا في تطوير المفردات.

## تعلم الكلمة المبكرة
يبدأ الرضع في فهم كلمات مثل «الأم» و«الأب» و«اليدين» و«القدمين» عندما يبلغ عمرهم 6 أشهر تقريبًا. في البداية، تشير هذه الكلمات إلى أمهم أو أبيهم أو يديهم أو قدميهم. يبدأ الرضع في لفظ كلماتهم الأولى عندما يبلغون عامهم الأوّل تقريبًا. يستخدم الرضع كلماتهم الأولى عادةً للإشارة إلى الأشياء التي تهمّهم مثل الأغراض وأعضاء الجسم والأشخاص والأفعال ذات الصلة. بالإضافة إلى ذلك، فإن الكلمات الأولى التي يلفظها الأطفال هي في معظمها تتألف من مقطع واحد أو مقطع واحد متكرّر، مثل «لا» و «دادا». في عمر الـ12 إلى 18 شهرًا، غالبًا ما تحتوي مفردات الأطفال على كلمات مثل "kitty" (هرّة) و"bottle" (قارورة) و"doll" (دمية) و"car" (سيارة) و"eye" (عين). عادة ما يسبق فهم الأطفال لأسماء الأشياء والأشخاص فهمهم للكلمات التي تصف الأحداث والعلاقات. «واحد» و «اثنان» هما أول الأعداد التي يتعلمها الأطفال بين عمر السنة والسنتين. يجب أن يكون الرضع قادرين على سماع الأصوات واللعب بها في بيئتهم، وتحليل الوحدات الصوتية المتنوعة لاكتشاف الكلمات والمعاني ذات الصلة.

### النمو في اللغات الشفوية
تظهر الدراسات المتعلقة بتطوير المفردات أن الكفاءة اللغوية للأطفال تعتمد على قدرتهم على سماع الأصوات أثناء الطفولة. إدراك الرضع للكلام متميّز. يمكن للرضع تمييز الأصوات المستخدمة بلغات العالم بين عمر الستة أشهر والعشرة أشهر. بحلول 10 إلى 12 شهرًا، لا يعود بمقدور الأطفال التمييز بين أصوات الكلام التي لا تُستخدم في اللغة (اللغات) التي يتعرّضون لها. من بين الأطفال البالغين من العمر ستة أشهر، فإن عمليات النطق المُلاحظة (حركات الفم التي يلاحظها الآخرون أثناء التحدث) تعزّز فعليًا قدرتهم على تمييز الأصوات، وقد تسهم أيضًا في قدرة الأطفال على تعلم حدود الوحدات الصوتية. يكتمل السجل الصوتي لدى الرضع الذين تتراوح أعمارهم بين 18 شهرًا و7 سنوات.
عادة ما يجري تطور الأطفال النطقي على النحو التالي:
- 6-8 أسابيع: ظهور المناغاة
- 16 أسبوع: يظهر الضحك واللعب الصوتي
- 6-9 أشهر: تظهر المناغاة المكررة
- 12 شهرًا: الكلمات الأولى تستخدم مخزون صوتي محدود
- 18 شهرًا: العمليات الصوتية (تشوهات الأصوات المستهدفة) تصبح منهجية
- 18 شهرًا - 7 سنوات: اكتمال المخزون الصوتي

في كل مرحلة مذكورة أعلاه، يلعب الأطفال بالأصوات ويتعلمون طرقًا لمساعدتهم على تعلم الكلمات. هناك علاقة بين المهارات الصوتية ما قبل اللغة للأطفال وتطور مفرداتهم في سن الثانية: الفشل في تطوير المهارات اللغوية المطلوبة في الفترة ما قبل اللغة يؤدي إلى تأخير الأطفال في نطق الكلمات. قد تؤثر التأثيرات البيئية على نمو الأطفال النطقي، مثل فقدان السمع نتيجة الإصابة بالتهابات الأذن. عادة ما يتأخّر الرضع الصم والأطفال الذين يعانون من مشاكل في السمع بسبب الالتهابات في بداية ظهور المناغاة.

#### المناغاة
تعد المناغاة جانبًا مهمًا من تطور المفردات عند الرضع، حيث يبدو أنه يساعدهم على التدرّب على لفظ الأصوات اللغوية. تبدأ المناغاة بين الشهر الخامسة والسابع من العمر. في هذه المرحلة، يبدأ الأطفال باللعب بالأصوات التي لا تُستخدم للتعبير عن حالاتهم العاطفية أو البدنية، كالأصوات الصائتة والصامتة. يبدأ الأطفال الذين تتراوح أعمارهم بين سبعة وثمانية أشهر في المناغاة المقاطع الحقيقية مثل «با-با-با و نيه-نيه-نيه و دي-دي-دي»؛ هذا هو المعروف باسم المناغاة المكررة (الكنسية). تشمل لغة المناغاة سلاسل من هذه الأصوات. يستخدم هذا النوع من المناغاة النبرة، لكنه لا ينقل أي معنى. تبدأ الأصوات اللغوية والأنماط المقطعية التي يلفظها الأطفال لأن تصبح متميزة فيما يخص لغات معينة خلال هذه الفترة (على سبيل المثال، زيادة لفظ الرضع الفرنسيين واليابانيين للأصوات التوقفية الأنفية) على الرغم من أن معظم أصواتهم متشابهة. هناك تحوّل من المناغاة إلى استخدام الكلمات مع نمو الرضع.

#### تدفّق المفردات
مع تقدّم الأطفال في السن يزداد معدل نمو المفردات لديهم. من المرجّح أن يفهم الأطفال أول 50 كلمة قبل نطقها. في سن الثامنة عشر شهرًا، يكتسب الأطفال عادةً مفردات تصل إلى 50 كلمة عند النطق، وتصل إلى ضعفها أو ثلاثة أضعافها في الفهم. يُشار إلى التحوّل من مرحلة مبكرة من النمو البطيء للمفردات إلى مرحلة لاحقة من النمو السريع للمفردات باسم تدفق المفردات. يكتسب الأطفال المتهادون من كلمة إلى ثلاث كلمات شهريًا. يحدث تدفق المفردات غالبًا مع مرور الوقت مع تسارع عدد الكلمات التي تعلّمها الطفل. يُعتقد أن معظم الأطفال يضيفون إلى مخزونهم اللغوي نحو 10 إلى 20 كلمة جديدة كل أسبوع. بين الشهر الـ18 والـ24 شهرًا، يتعلم الأطفال كيفية الربط بين كلمتين مثل: ليس وداعًا والمزيد من فضلك. تظهر مجموعات مكوّنة من ثلاث كلمات وأربع كلمات عندما يكون معظم ما ينطقه الطفل لا يتجاوز الكلمتين. بالإضافة إلى ذلك، يمكن للأطفال تكوين جمل معطوفة باستخدام حرف العطف «و». هذا ما يشير إلى حدوث تدفق المفردات بين الوقت الذي ينطق فيها الطفل الكلمة الأولى، وعندما يكون الطفل قادرًا على تكوين أكثر من كلمتين، وفي النهاية تشكيل جمٍل. ومع ذلك، كان هناك جدال حول ما إذا كان هناك تدفق في اكتساب الكلمات أم لا. في إحدى الدراسات التي شملت 38 طفلاً، كان لدى خمسة فقط من الأطفال نقطة انعطاف في معدل اكتساب الكلمات مقارنة بالنمو التربيعي.